# 카일라스산
카일라스산(티베트어: གངས་རིན་པོ་ཆེ གངས་རིན་པོ་ཆེ, 중국어 간체자: 冈仁波齐峰, 정체자: 岡仁波齊峰, 산스크리트어 : कैलाश पर्वत, Kailāśā Parvata, 영어: Mount Kailash)은 티베트고원 서부에 위치하는 우뚝 솟은 봉우리이다. 산스크리트어로는 ‘카일라사 파르바타’(कैलाश पर्वत Kailāśa Parvata)이며, 카일라스는 산스크리트어에서 ‘수정(水晶)’을 의미한다. 이 명칭이 영어 등에 전해지면서 ‘카일라시’(Kailash) 또는 ‘카일라스’(Kailas)로 전해졌다.
해발 6,656m의 미개척 봉우리로 현지에서는 신성한 산으로 여겨지기 때문에 등정을 보장할 수 없고, 현재는 정상 등정을 금지하고 있다. 그러나 수행 승려이자 음유시인이기도 했던 밀라레파(1040년 - 1123년 / 1052년 - 1135년)가 정상에 도달했다는 전설이 있다.

## 개요

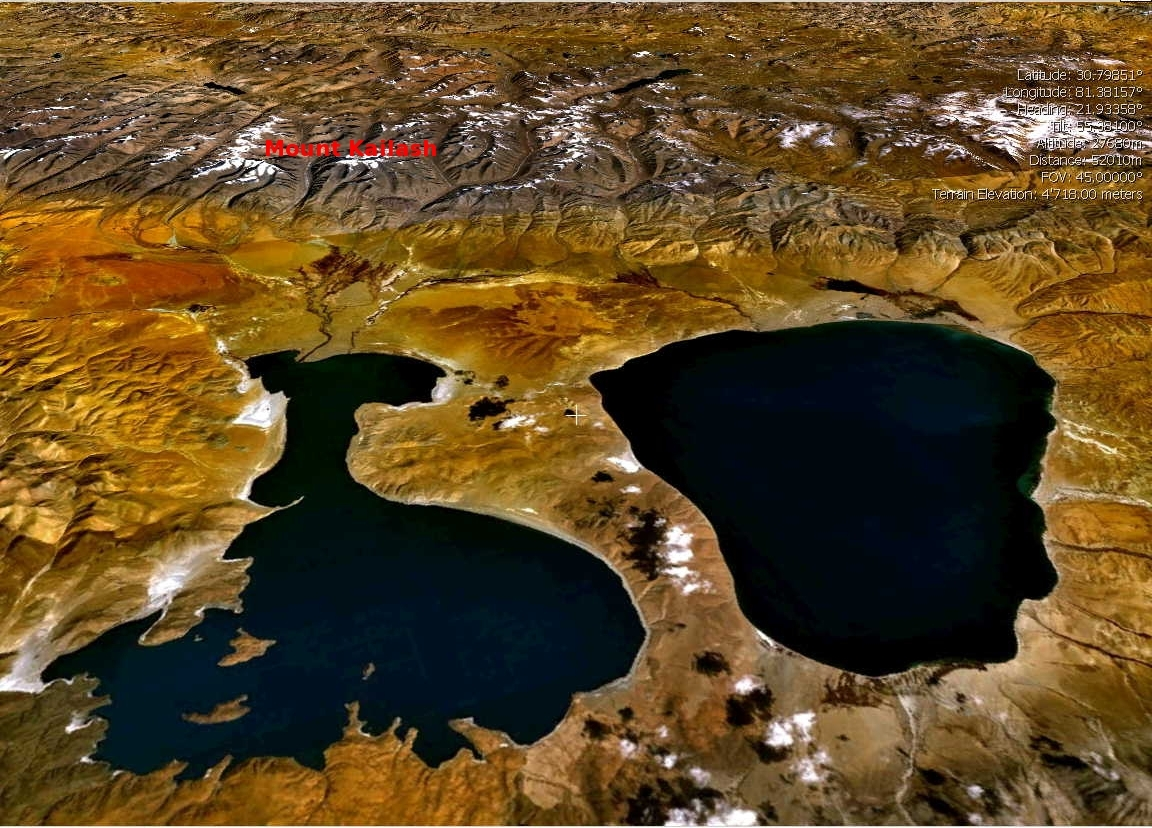
카일라스산의 인공위성 사진, 락샤스탈 호수(좌)와 마나사로바 호수(우)가 보인다.

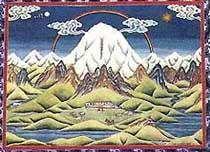
카일라스산을 그린 티베트 탱화

카일라스산은 티베트 불교에서는 ‘수미산’으로, 본 교에서는 ‘아슈타바다’(Ashtapada)로 간주된다. 따라서 불교(특히 티베트 불교), 본 교, 힌두교, 자이나교에서 성지로 여긴다. 성지로 생각하는 이유는 다양하다. 예를 들면, 힌두교에서는 카이라스산을 링구아(남근)로 숭배하고, 폰교에서는 개파 조사인 시랍 미요가 강림한 땅으로 여기고 있다. 카일라스산 주위의 순례로를 티베트 불교도는 오른쪽으로, 본도는 왼쪽 방향으로 ‘쿠얼러’라는 순례 행위를 한다. 일주 거리는 약 52km이며, 순례로는 게르와 그트파가 열린 것으로 알려져 있다. 성지순례자들은 오카 인보치산을 걷는 것을 행운을 가져오는 신성한 의식으로 여겼다.일반적으로 인도교도와 불교도들은 시계방향으로 산을 돌지만 자이나교도와 본교신자들은 반시계방향으로 산을 돈다.
이 순례로를 따라 탄보체, 몇 개의 곰파, 조장지(鳥葬地)나 불교의 흔적이 있다. 순례로 최고점인 ‘드르마라’는 해발 5,630m에 이른다. 일반 순례로 내부에 난코르라는 순례로가 있다. 산기슭 남쪽에 타르첸 마을이 있다.
많은 순례자는 쿠얼러를 13회 실시 한다. 티베트력의 오년(午年)에는 한 번의 쿠얼러로 12회분의 공덕을 얻을 수 있다고 하여 많은 순례자들이 모여들고 있다. 오체 투지(캐쟈)로 쿠얼러를 하는 사람도 종종 있으며, 순례로 하는 행위 자체가 공덕이라고 생각하고 오체투지를 하면서 카일라스산을 목표로 신앙심을 높이는 두꺼운 티베트 불교도도 있다.
현재 카일라스산을 통과하는 자동차 전용 도로의 건설이 중국 정부에 의해 계획되고 있으며, 중단을 요구하는 운동이 국제적으로 전개되고 있다.

## 기타
티베트 불교도뿐만 아니라 최근에는 이곳을 방문하는 단체 여행객이나 배낭 여행객도 많다. 또한 종교적인 위엄은 물론, 대중교통 수단이 거의 없고, 입국허가증 얻기도 곤란하기 때문에 배낭여행객에게도 성지로서의 색채를 띠고 있다.